# Gora Iskristaja
Gora Iskristaja (Transkription von russisch Гора Искристая ‚Funkelnder Berg‘) ist ein Nunatak im ostantarktischen Mac-Robertson-Land. In den Prince Charles Mountains ragt er aus dem Clemence-Massiv an der Ostflanke des Lambert-Gletschers auf.
Russische Wissenschaftler benannten ihn.